# 원피스 3기
일본 애니메이션 《원피스》 3기 '쵸파 등장·겨울섬 편' (チョッパー登場・冬島編)은 오다 에이치로의 원작 만화 15권~17권까지의 내용을 바탕으로 도에이 애니메이션이 제작하고 우다 고노스케가 감독한 시즌이다. 2001년 8월 26일부터 12월 9일까지 일본 후지 TV에서 처음 방송되었으며, 회차는 총 15회 (78화~92화)에 달한다.
쵸파 등장·겨울섬 편에서는 몽키 D. 루피의 밀짚모자 해적단이 네펠타리 비비의 알라바스타 왕국으로 향하려다, 항해사 나미가 병에 걸리면서 의사를 찾기 위해 드럼 왕국에 도착, 와포루 해적단의 횡포에 맞서 싸우고 인간형 사슴 쵸파를 만나 동료로 맞이하는 이야기를 다룬다.
대한민국에서는 대원씨아이에서 판권을 확보, 2004년 공중파 KBS2에서 더빙으로 방영하였다. KBS 더빙판은 투니버스 등 다른 방송사에서도 그대로 방영되다가, 2011년 대원방송의 〈원피스 Original〉이란 무삭제판으로 재더빙되었다. 대원방송의 기수 구분으로는 이 시즌과 지난 시즌이 '원피스 2기'로 묶이고 있다. 미국에서는 2005년 포키즈 엔터테인먼트에서 처음 더빙 방영되었으나 일부 분량이 잘려나갔으며, 무삭제 완전판은 2009년 퍼니메이션 엔터테인먼트에서 방영하였다.
쵸파 등장·겨울섬 편에서 사용된 오프닝곡은 Folder5의 〈Believe〉로 48화~115화에 사용되었다. 엔딩곡의 경우 첫번째 엔딩곡으로 추정소녀의 〈알고 있어요〉 (しょうちのすけ)가 74화~81화에, AI-SACHI의 〈BEFORE DAWN〉가 82화~94화에 사용되었다. 대한민국에서는 2003년 KBS 더빙판 당시 오프닝곡으로 코요태의 〈우리의 꿈〉이, 엔딩곡으로 신지의 〈나를 너에게〉가 사용되었다.

## 회차 정보
| 드럼 왕국 편 |    |                                                                                 |                 |               |           |                  |   |
| 78 | 1  | "나미를 구할 의사를 찾아라!" "ナミが病気?海に降る雪の向こうに!"                 | 우에다 요시히로 | 다케가미 준키 | 추후 공개 | 2001년 8월 26일  | - |
| 리틀 가든의 두 거인, 도기와 브로기가 바다 가르기로 길을 열어준 덕에 고잉메리호는 앞으로 나아갈 수 있게 된다. 이어지는 100년 전 과거 회상에서, 도기와 브로기는 서로 자기가 잡은 사냥감을 자랑하다 한 꼬마로부터 그럼 누구의 것이 더 크냐는 질문을 받는다. 이후 아무도 없는 리틀 가든으로 사냥감을 끌고 와 크기를 놓고 다투던 도기와 브로기는 오랜 세월 동안 결전을 벌이면서 본래의 이유를 까먹고도 전사로서의 긍지만큼은 지켜왔던 것이었다. 알라바스타 왕국으로 향하기 시작한 비비 공주는 자신을 위해 목숨 바친 이가람으로부터 반드시 살아남으라던 말을 떠올린다. 그런데 갑자기 나미가 고열로 앓아눕고, 알라바스타로 재빨리 갈 수도 없는 상황에서 의사를 찾아야 하는 상황에 처한다. 비비는 고국의 내전이 더욱 격화되었다는 무거운 소식을 접하고, 나미는 무리한 몸으로 항해사로서의 역할을 계속하려 한다. 그러나 그런 나미를 두고 볼 수 없었던 비비는 알라바스타에 빨리 가는 길은 의사를 찾아 나미의 병을 고치는 것이라는 결단을 내린다. 이후 눈 내리는 바다에 진입한 밀짚모자 해적단은 정체불명의 궁수가 물 위에 서 있는 모습을 목격한다. |    |                                                                                 |                 |               |           |                  |   |
| 79 | 2  | "브리킹 해적단의 습격" "奇襲!ブリキング号とブリキのワポル"                      | 시미즈 준키     | 다케가미 준키 | -         | 2001년 9월 2일   | - |
| 고잉메리호 앞에 거대 해적 범선 '브리킹호'가 나타나고, 그곳의 선장 '와포루'는 밀짚모자 해적단에게 총구를 겨눈다. 이들의 목적은 '드럼 왕국'으로 향하는 것. 처음부터 무기를 씹어먹던 와포루는 우걱우걱 열매의 능력자였고, 고잉메리호를 먹어치우려 들기 시작한다. 이에 조로와 상디가 와포루의 부하들을 쓸어버리고, 와포루 본인도 루피의 고무고무 능력에 저 멀리 날아가 버리면서 브리킹호는 퇴각한다. 며칠 뒤, 스모커 대령과 부하 타시기는 크로커다일의 통화를 감청하여, 밀짚모자 해적단과 바로크 워크스가 움직이기 시작했음을 접하고 알라바스타 왕국으로 향하기로 한다. 한편 밀짚모자 해적단은 눈으로 뒤덮인 어느 섬에 도착했다가 해적을 적대시하는 주민들과 대치하고, 갑작스레 가해진 총격에 비비가 쓰러진다. |    |                                                                                 |                 |               |           |                  |   |
| 80 | 3  | "이름없는 섬에서의 모험" "医者のいない島?名も無き国の冒険!"                     | 사카이 무네히사 | 시마다 미치루 | -         | 2001년 9월 9일   | - |
| 총알이 빗겨가는 바람에 크게 다치지 않은 비비는 마을 사람들에게 큰절과 함께 의사를 구해 달라고 부탁한다. 마을 사람들을 이끌던 대장 '도르돈'은 간청을 받아들여 루피 일행을 마을로 안내한다. 도르돈은 섬 한가운데 자리한 높다란 절벽산 '드럼 록키'의 정상에 성 하나가 있는데, 그곳에 이 섬의 유일한 의사 '닥터 쿠레하'가 살고 있다고 밝힌다. 가끔씩 마을로 내려와 마을 사람들을 치료해 주는 정도이기 때문에 위급환자는 직접 산 위의 성으로 찾아가야 하는 상황. 루피와 상디는 하는 수 없이 나미를 등에 엎고 산 위로 올라가기로 한다. 두 사람을 기다리는 우솝과 비비에게, 도르돈은 이 나라 '드럼 왕국'은 국왕 와포루가 폭정을 자행하다, 검은 수염이란 해적단의 공격으로 나라를 버리고 도망쳐 버렸다고 밝힌다. 같은 시각, 몇달 동안 피난 신세였던 와포루와 부하들은 그토록 찾아 헤메던 드럼 왕국을 발견한다. |    |                                                                                 |                 |               |           |                  |   |
| 81 | 4  | "마녀라 불리는 의사, 쿠레하" "ハッピーかい?魔女と呼ばれた医者!"                 | 우다 코노스케   | 시마다 미치루 | -         | 2001년 9월 16일  | - |
| 나미를 등에 업고 등산하던 루피와 상디 앞에 거대한 토끼 괴물들이 등장한다. 그들의 공격에 대항했다간 나미가 다칠 수 있다는 상디의 조언에, 루피는 하는 수 없이 공격을 피하고 도망치기로 한다. 한편 닥터 쿠레하는 '쵸파'라는 이름의 사슴과 함께 옆 마을로 내려와 아이를 치료해 주고 있었고, 도르돈과 우솝, 비비는 쿠레하를 찾으러 간다. 가는 동안 도르돈은 자신이 사실 와포루의 부하이자 수비대장이었음을 밝히고, 와포루는 이 나라에 의사 스무 명만 남기고 모조리 국외 추방하여 국민이 마음대로 치료받을 수 없는 악질적인 정책을 펼쳤다고 말한다. 쿠레하는 이미 떠나고 없는 것을 확인한 도르돈은 와포루가 섬에 도착했다는 급보를 전해듣고 소의 모습으로 변신하여 그를 상대하러 간다. 같은 시각, 등산을 이어가던 루피와 상디의 눈앞에 눈사태가 몰아닥친다. |    |                                                                                 |                 |               |           |                  |   |
| 82 | 5  | "와포루의 귀환, 도르톤의 각오!" "ドルトンの覚悟!ワポル軍団島に上陸"             | 고사카 하루메   | 시마다 미치루 | -         | 2001년 10월 7일  | - |
| 와포루가 돌아왔다는 소식을 들은 마을 사람들은 항전을 준비하고, 와포루는 쿠레하가 자신의 성을 차지했다는 사실을 접한다. 그때 와포루를 찾아온 도르돈은 이 나라를 또다시 고통받게 두느니, 그간의 폭정을 막지 못한 책임을 질 겸, 자신과 같이 이곳을 떠나자고 와포루에게 제안한다. 그러나 와포루의 생각이 여전하다는 사실을 확인한 도르돈은 '소소 열매' 능력으로 변신해 와포루에게 돌격하지만 화살에 맞아 제압당한다. 한편 눈사태를 맞이한 루피와 상디는 부러진 나무 위에 올라 가까쓰로 버텨 보지만, 결국 상디가 눈사태에 휩쓸려 기절해 버린다. 루피는 혼자서 나미와 상디를 짊어지고, 눈사태를 일으켰다 당해 버린 거대토끼를 말없이 구해준 뒤 등산을 이어간다. |    |                                                                                 |                 |               |           |                  |   |
| 83 | 6  | "눈기둥의 섬, 드럼록키를 올라라!" "雪の住む島!ドラムロッキーを登れ!"            | 가도타 히데히코 | 시마다 미치루 | -         | 2001년 10월 7일  | - |
| 와포루와 부하들은 자신의 성으로 향하는 루피를 찾아가 도발하지만, 싸움에 덤벼들었다간 나미와 상디를 해칠 거라는 사실을 기억하는 루피는 그들을 무시한 채 계속해서 발걸음을 옮기고, 루피가 구해주었던 거대 토끼 '라판'들이 와포루와 부하들을 날려 버린다. 이윽고 절벽에 도달한 루피는 상디, 나미를 업은 채 힘겹게 등반하기 시작한다. 와포루와 부하들은 라판들을 해치워 버리고, 마을을 장악하려던 와포루의 군인들은 조로가 한번에 쓸어버린다. 매서운 눈보라에 휩싸여 추락할 위기에도 이 악물고 버텨가며 절벽을 오르던 루피는 드디어 성 앞에 완전히 도달한 뒤 쓰러진다. 성 안에서 깨어난 나미는 두 발로 서 있는 파란 코의 사슴, 쵸파와 처음 마주한다. |    |                                                                                 |                 |               |           |                  |   |
| 84 | 7  | "파란 코 사슴! 쵸파의 비밀" "トナカイは青っ鼻!チョッパーの秘密"                 | 니시오 다이스케 | 시마다 미치루 | -         | 2001년 10월 21일 | - |
| 닥터 쿠레하는 나미가 케스티아라는 독벼룩에게 물려 죽을 목숨이었다고 진단하고, 완치될 때까지는 절대 버내줄 수 없다고 협박한다. 한편 쵸파는 쓰러져 잠든 루피를 간호하면서, 상디와 나미를 거둘 때 온몸의 동상으로 제정신이 아닌 와중에서도 자기 동료라고 외치던 모습을 떠올린다. 쿠레하는 쵸파가 사람사람 열매를 먹은 사슴이며 자신이 의술을 가르쳤다고 밝힌다. 나미는 쵸파에게 의사로서 동료가 되자고 제안하지만, 쵸파는 한시코 거부하며 자신이 무섭지도 않냐고 되묻는다. 사실 쵸파는 파란코 때문에 사슴 사이에서도 따돌림을 당하고 있었고, 사람으로 변해도 설인 취급 당하던 쓸쓸한 존재였다. 그런 쵸파를 보고 좋은 녀석임을 알아본 루피는 동료로 삼기로 결심한다. |    |                                                                                 |                 |               |           |                  |   |
| 85 | 8  | "돌팔이 의사, 히루루크의 꿈!" "はみだし者の夢!やぶ医者ヒルルク!"                | 우에다 요시히로 | 시마다 미치루 | -         | 2001년 10월 28일 | - |
| 닥터 쿠레하는 외톨이였던 쵸파에게 닥터 히루루크라는 한 남자가 있었다며 옛 이야기를 들려준다. 히루루크는 와포루의 폭정을 피해 마을 사람들을 멋대로 치료하고 다니던 돌팔이 의사로, 어느날 우연히 총에 맞고 쓰러진 쵸파를 발견한다. 쵸파가 도망치려 하자, 히루루크는 옷을 벗고 그쪽을 절대로 쏘지 않겠다고 밝힌다. 난생 처음 맞이하는 따스한 대우에 쵸파는 눈물을 흘린다. 이후 히루루크는 '토니토니 쵸파'라는 이름과 모자를 선물하며 함께 살아가게 된다. 히루루크는 벚꽃이 그려진 해적기를 내보이며 이 나라를 치료할 발명품의 연구에 매진하고 있었다. 그런 히루루크의 가르침과 함께, 쵸파는 먼 바다를 보며 해적으로서의 모험심을 전해듣는다. 시간이 흐르고 상처가 완치되었지만 갈 곳이 없던 쵸파는, 일부러 제 몸을 자해하면서까지 계속 곁에 있게 해 달라고 애원하지만, 불치병에 걸려 살날이 불과 이틀밖에 남지 않았던 히루루크는 쵸파에게 총격을 가하며 쫓아내 버린 뒤 눈물을 흘린다. 한편으로 눈 내리는 섬 드럼 왕국에 벚꽃을 피워 모두를 치료하겠다는 불가능에 가까운 발명을 기필코 이뤄내겠다고 다짐한다. |    |                                                                                 |                 |               |           |                  |   |
| 86 | 9  | "히루루크의 벚꽃과 계승되는 의지" "ヒルルクの桜と受け継がれゆく意志!"           | 우다 코노스케   | 시마다 미치루 | -         | 2001년 11월 4일  | - |
| 히루루크의 살날이 머지않았다는 사실을 몰래 들은 쵸파는 책에서 본 만병통치약의 버섯을 찾아 나서고, 온몸이 피투성이가 된 끝에 겨우 찾아낸 버섯을 히루루크 앞에 내보인다. 이어 자신은 의사가 되고 싶다는 쵸파의 말에 히루루크는 하염없이 눈물을 흘린다. 쵸파가 구한 버섯으로 스프를 달여 마신 히루루크는 마침내 30년 동안 이어온 연구를 마무리하고, 쿠레하를 찾아가 연구의 실현, 즉 벚꽃을 피워달라는 부탁과 함께 쵸파에게 의술을 가르쳐 달라고 머리를 굽힌다. 히루루크의 집에 찾아간 쿠레하는 쵸파가 먹였다는 만병통치의 버섯이 사실은 맹독 버섯임을 밝히고, 쵸파는 히루루크가 알면서도 먹어주었다는 사실에 오열한다. 한편, 와포루는 쿠레하와 히루루크를 잡아들이기 위해 의사 20인이 아프다는 거짓 정보를 퍼뜨리고, 그 소문에 속은 히루루크는 성으로 향했다가 체포 위기에 처한다. 아무도 앓아눕지 않았다는 사실에 오히려 안도한 히루루크는, 자신의 신념은 이어질 것이라는 말과 함께 폭약이 든 술잔을 삼켜 자결한다. 히루루크의 마지막을 목도한 도르돈은 폭주하는 쵸파를 막아서서 희생양이 되지 않게 한 다음, 더 이상 와포루의 폭정에 동조하지 않겠다며 스스로 감옥에 갇힌다. 그 이후로 쿠레하는 쵸파를 조수로 받아들여 의술을 가르쳤고 지금까지 이어져 왔던 것이었다. 쿠레하의 이야기가 끝날 즈음, 와포루가 성문 앞에 나타난다. |    |                                                                                 |                 |               |           |                  |   |
| 87 | 10 | "와포루 군단의 놀라운 능력!" "VSワポル軍団!バクバクの実の能力!"                 | 시미즈 준지     | 시마다 미치루 | -         | 2001년 11월 11일 | - |
| 루피의 주먹에 나가떨어진 와포루. 쿠레하는 쵸파의 고집으로 이 성에 히루루크의 해적기를 달게 되었다고 밝힌다. 이 나라를 구하겠다는 히루루크의 신념을 이어나가기 위한 상징었기에, 쵸파는 절대로 저 깃발을 내릴 수 없다고 다짐한다. 와포루는 우걱우걱 열매 능력을 이용해 '와포루 하우스'의 형태로 변신하고, 당장 드럼 왕국의 깃발을 걸으라는 엄포를 놓지만, 루피는 깃대에 올라서서 해적기의 의미를 아느냐고 반문한다. 이어서 와포루는 깃발을 날려 버리기 위해 깃대에 대포를 쏘아 버리지만, 새까만 먼지를 뒤집어쓴 루피가 끝까지 히루루크의 해적기를 들고 버티며 신념의 상징임을 재확인한다. |    |                                                                                 |                 |               |           |                  |   |
| 88 | 11 | "럼블볼의 기적, 쵸파의 7단 변신!" "動物系悪魔の実!チョッパー七段変形"           | 가도타 히데히코 | 시마다 미치루 | -         | 2001년 11월 18일 | - |
| 히루루크의 깃발을 지켜낸 루피는 와포루와의 대결을 다짐하고, 쵸파 역시 비록 동료 없는 신세지만 싸우겠노라 맹세하는 순간, 루피가 쵸파의 동료를 자처하며 상대하기 시작한다. 의사 20인이 양심을 이기지 못하고 쓰러진 도르돈을 치료하기 시작하고, 쵸파는 럼블볼이라는 이름의 알약을 내세워 3분간의 효력시간 내에 와포루와 부하들을 쓸어버리겠다고 밝힌다. 럼블볼은 쵸파의 사람사람 열매 능력과 체격을 강화시키는 약으로 총 7단계의 변형이 가능했다. 능력 변화의 하나로 와포루의 약점을 알아낸 쵸파는 순식간에 두 부하를 쓰러뜨리고 원래대로 되돌아온다. 한편 도르돈이 와포루를 성에 들일 수 없다며 나서자, 조로와 우솝은 도르돈을 부축해 성까지 이어지는 로프웨이를 타고 올라가기로 한다. 처음 들어보는 동료 소리에 쵸파가 감격한 사이, 성 안에 들어온 와포루는 엉망이 되어버린 내부 모습에 분노한다. |    |                                                                                 |                 |               |           |                  |   |
| 89 | 12 | "신념이 깃든 깃발이여, 영원하라!" "王国の支配終る時!信念の旗は永遠に"           | 후지세 준이치   | 시마다 미치루 | -         | 2001년 11월 25일 | - |
| 와포루는 밖으로 나서던 나미를 붙잡았다가 루피에게 나가떨어져 버린다. 이어 와포루는 창고에서 찾아낸 7연발 캐논으로 루피에 맞서 보려 하지만, 그마저도 고물이 되어 버린지 오래였다. 결국 와포루는 루피의 고무고무 바주카로 아주 먼 곳으로 날아가 버린다. 마을 사람들과 함께 로프웨이에 몸을 싣고 자결을 각오하던 도르돈은, 루피와 쵸파가 와포루 일당을 해치웠단 소식을 전해듣고 감사의 큰절을 올린다. 한편 쵸파를 처음 본 우솝이 기겁하여 괴물이라 소리치자 쵸파도 되려 겁먹고 숲으로 도망쳐 버리고, 루피는 쵸파를 동료로 만들기 위해 그 뒤를 쫓아간다. |    |                                                                                 |                 |               |           |                  |   |
| 90 | 13 | "히루루크의 벚꽃! 드럼록키의 기적" "ヒルルクの桜!ドラムロッキーの奇跡"          | 사카이 무네히사 | 시마다 미치루 | -         | 2001년 12월 2일  | - |
| 불가능은 없다는 신념의 상징, 히루루크의 해적기를 바라보던 쵸파는 한편으로 언젠가 저 넓은 바다로 나아가라는 히루루크의 말을 떠올리며 고민에 빠진다. 그 사이 초초해하는 비비를 보며 하루빨리 이곳을 떠나기로 결심한 나미는, 와포루가 지니고 있던 무기고 열쇠를 넘긴다는 조건하에 치료비 면제와 즉시 퇴원을 놓고 쿠레하와 협상을 벌인다. 열쇠를 받아넘긴 쿠레하는 나미의 조건에 동의하고 '도망'칠 구실을 만들어 준다. 여전히 쵸파를 동료로 만들겠다며 끈질기게 찾아다니던 루피 앞에 쵸파가 제발로 찾아와, 자기는 사슴 괴물이고 해적단에 어울릴 수 없다는 자기비하 가득한 변명을 늘어놓는다. 그러나 루피는 시끄럽다며 가자고 크게 외치고, 결국 쵸파는 눈물을 흘리며 루피의 권유를 받아들인다. 루피 일행이 로프웨이를 타고 내려갈 채비를 하는 사이, 닥터 쿠레하는 작별 인사를 하러 온 쵸파를 절대 보내줄 수 없다며 난폭하게 군다. 하지만 이미 더 넓은 세상을 보기로 마음을 굳힌 쵸파는 그 길로 성을 도망쳐 나와, 루피 일행이 탄 썰매를 끌고 로프를 타고 내려간다. 그 사이 쿠레하는 무기고에서 대포들을 꺼내어, 히루루크가 건넸던 연구의 결과물인 빨간 먼지를 하늘로 쏘아올린다. 그 순간 빨간 가루에 묻혀진 핑크빛 눈이 펑펑 내리면서, 마치 벚꽃나무에서 벚꽃이 내리는 듯한 아름다운 광경이 온 섬에 드리워진다. 히루루크의 바람이 현실이 되는 광경을 목격한 쵸파는 오열하고, 쿠레하 역시 눈물을 흘리며 '바보 아들'에게 잘 다녀오라고 인사한다. |    |                                                                                 |                 |               |           |                  |   |
| 91 | 14 | "드럼 섬이여 안녕! 나도 바다로 간다!" "さようならドラム島!僕は海へ出る!"        | 고사카 하루메   | 시마다 미치루 | -         | 2001년 12월 9일  | - |
| 드럼 섬의 벚꽃 풍경을 뒤로 한 채 자신의 첫 모험에 나선 쵸파. 밀짚모자 해적단은 새 동료의 영입을 축하해 준다. 한편 도르돈은 이 나라를 떠나는 것만이 속죄의 유일한 방법이 아님을 깨닫고, 오래 전 세계정부의 회의에 참석할 때의 일화를 떠올린다. 그날도 드럼왕국의 폭정에 고심하던 차, 알라바스타의 국왕 네펠타리 코브라의 10살 딸 비비가 와포루와 세게 부딪히고 말았다. 그러나 사소한 마찰도 왕국 간의 전쟁의 불씨가 되고 있었음을 그 꼬마는 알고 있었다. 그녀에게서 배운 나라 생각하는 마음을 안고 도르돈은 국민들로부터 다시 세워진 왕국을 제대로 이끌어 나가기로 다짐한다. 한편 마을 주민 두 사람이, 어느 날 검은 수염을 쫓고 있다는 '에이스'라는 인물이 이곳에 찾아와, 밀짚모자를 쓴 해적을 만난다면 알라바스타에 열흘간 머물겠다는 이야기를 전해 달라 했다는 사실을 털어놓는다. 그 이야기를 들은 쿠레하는 골드 로저를 연상하고는, D의 의지가 살아있었느냐는 질문을 던진다. 알라바스타로 출발한 밀짚모자 해적단은 비비로부터 크로커다일이 세계정부 공인의 해적 칠무해이며, 알라바스타에서 영웅 행세를 하면서 뒤로는 내란을 조종하고 있다는 사실을 전해듣는다. 그리고 12인에 달하는 최고위 간부들은 물론, 총 2천 명에 달하는 바로크 워크스의 요원들이 알라바스타로 총집결할 것이란 사실에 긴장한다. 같은 시각 미스터 투 봉쿠레는 미스터 쓰리를 처리하라는 크로커다일의 명에 따라 리틀 가든까지 왔으나 헛걸음한 신세가 되어 버렸다.      |    |                                                                                 |                 |               |           |                  |   |
| 92 | 15 | "알라바스타의 영웅 그리고 선상의 발레리노" "アラバスタの英雄と船上のバレリーナ" | 엔도 유지       | 다케가미 준키 | -         | 2001년 12월 9일  | - |
| 크로커다일은 알라바스타 왕국 곳곳의 해적들을 처리하면서 주민들로부터 알라바스타의 수호신이란 찬사를 듣고 있었다. 그 시각 평화로운 항해를 이어나가던 밀짚모자 해적단의 앞에 미스터 투, 봉쿠레가 나타난다. 봉쿠레는 자신의 손이 닿은 사람을 그대로 흉내낼 수 있는 흉내흉내 열매 능력자였다. 루피와 나미, 쵸파의 모습을 취하며 신기한 묘기를 펼치던 봉쿠레는 짤막한 우정을 뒤로한 채 작별인사를 나눈다. 그런데 그 봉쿠레가 바로크 워크스의 일원이라는 사실을 깨달은 비비는 더욱이 자신의 아버지, 즉 알라바스타 국왕의 얼굴도 취하고 있다는 사실에 큰 충격을 받는다. 밀짚모자 해적단의 일부 동료들의 모습도 취해간 상황이었지만, 거꾸로 생각해서 대비할 시간을 벌었다는 점을 희망으로 여긴다. 알라바스타 왕국에 거의 다다른 밀짚모자 해적단은 혹시나 봉쿠레가 동료 행세를 했을 때 동료인지 구분할 수 있도록 왼팔에 매듭을 묶고, 나노하나 마을로 가서 배를 숨기기로 한다. |    |                                                                                 |                 |               |           |                  |   |